# Гражданская воля — Республиканская партия
Гражданская воля — республиканская партия — политическая партия, основанная в 2001 (по другим данным в феврале 2002 года), как результат объединения Республиканской партии Монголии и Гражданской воли (партии), главой партии стала Санжаасурэнгийн Оюун, первым заместителем был избран Базарсад Джаргалсайхан, в 2004 году коалиция вошла в состав другой коалиции — ДКР, однако Республиканская партия Монголии вышла из Демократической коалиции — Родины и коалиция распалась, так и не поучаствовав в парламентских выборах.